# دراما تلفزيونية صينية
الدراما التلفزيونية الصينية (المبسطة الصينية: 电视 连续剧) تشبه الدراما التلفزيونية في أميركا الشمالية، ولكن غالبا ما تكون لفترة أطول، وتصور قصة طويلة جدا بحيث لا يمكن تحويلها إلى فيلم.
هناك عدد كبير من المسلسلات تكون نهاية كل الحلقات مأزقية. تبث القناة الصينية المركزية الثامنة (CCTV-8) تلك المسلسلات التلفزيونية على مدار الساعة. وتنقسم المسلسلات إلى عدة فئات منها: التاريخية (مقسمة إلى: الخيال التاريخي، والقضايا الوطنية، وتاريخية مجددة والبوليسية والسياسية، والكوميدية، والدرامية، مع الكثير من النزاعات العائلية الحديثة. تبدأ كل حلقة بمقدمة موسيقية وفي النهاية هناك نهاية موسيقية.
حلقات المسلسل تعمل معا على تصوير سلسلة من الأحداث التي تحدث الواحدة تلو الأخرى متصلة مع المؤامرة الرئيسية للدراما. مثل الرواية، الدراما تحتوي على الشخصيات، والصراع، والحبكة، والذروة، والحل الذي يَكيدُ (يخادع) لاهتمام الجمهور. عدد الحلقات الكبير يسمح بإتمام الحبكة بتفاصيل أدق من فلم قصير. إظهار جانب معين من الحياة، مثل المدارس الثانوية أوالجامعات، أو حياة عمل شخص ما، أو وظيفة معينة مع تفاصيل أكبر بكثير مما يسمح للجمهور التعرف على مساحة معينة بالتفصيل. وهذا يعطي الجمهور القدرة على فهم أفضل للشخصيات ووجهات نظرهم، وكذلك مجمل قصة.